# Calzadilla
Calzadilla és un municipi de la província de Càceres, a la comunitat autònoma d'Extremadura (Espanya). Limita amb Santibáñez el Alto al nord, amb Guijo de Coria a l'est, Coria al sud i Gata, Huélaga i Casas de Don Gómez a l'oest.

## Demografia
| 2001 | 2002 | 2003 | 2004 | 2005 | 2006 | 2007 |
| ---- | ---- | ---- | ---- | ---- | ---- | ---- |
| 590  | 554  | 514  | 494  | 492  | 491  | 479  |

## Història
Encara que no hi ha constància documental d'això, ja que els arxius municipals van ser cremats per les tropes franceses a la Guerra de la Independència Espanyola, es podria dir que els orígens de Calzadilla (antigament anomenada Calzadilla de la Cuesta per les restes de l'antiga calçada romana que unia Coria i Guijo de Coria i de la qual hi ha restes a la zona del Serro i el carreró de "Guingao") es remunten a èpoques molt antigues, com ho demostren nombrosos fets com l'existència d'un castro celta a la zona de la devesa anomenada els tresors i una sèrie de tombes antropomòrfiques, de les quals hi ha dos conjunts sepulturals i una tomba aïllada. Tot i que se sap poc d'elles, probablement van ser de l'època visigoda o medieval.

## Festes Locals
Festes locals
A Calzadilla se celebren les següents festes locals:
```
* Ball de les Mondas
* Aplec (dilluns de creus)
* Els Cristinos (1 ª quinzena d'agost)
* El Crist (15 de setembre)
```